# 苏姓
蘇姓是一個漢姓，在《百家姓》中排名第42位，在現今中國姓氏排行第45位。

## 起源
主要源流有三：
1. 出自黃帝。蘇氏為黃帝之孫高陽後裔；據《蘇洵族譜》所記載：“蘇氏之先，出於高陽。高陽之子為稱，稱之子曰老童。老童之子生重黎及吳回。吳回生陸終。陸終生子六人，長曰礬，為昆吾。昆吾始姓己姓，其後為蘇、顧、溫、董。”後蘇氏繁衍於河南、河內一帶。據《元和姓纂》所載，周武王時，司寇忿生，受封於蘇國，後遷於溫，稱為蘇忿生，春秋時，蘇國被狄族所滅，其子孫以國名為氏。
2. 出自有蘇氏。夏、商、周時期古老的諸侯國，國君為己姓其地約在今河南省武陟縣東。
3. 出自少數民族之改姓。漢代遼東烏桓有蘇姓。又據《魏書官氏志》記載，北魏有複姓拔略氏隨魏孝文帝南遷洛陽後，定居中原，改為漢姓「蘇」氏。回族的蘇姓來自阿拉伯名字蘇萊曼。

## 歷代遷徙
- 先秦時期，蘇姓主要活動地區在河南、河北；
- 戰國時期其中一支南遷湖南、湖北，一支西遷陝西；
- 秦漢時，蘇姓又東遷到山東，而定居於陝西西部的蘇姓已發展成為望族；
- 晉朝時在東南的江蘇、浙江、安徽等地，南部的廣東，已有了蘇姓的足跡；
- 唐朝時，蘇姓移民大量南下四川和福建，移民中的蘇姓在福建得到了穩定的發展；
- 北宋時蘇姓移民進一步大批西進川、滇，南下兩廣，並越過邊疆進入越南、老撾、泰國；
- 明清兩朝，蘇姓多次移民臺灣，如今蘇姓已成為臺灣的大姓；
- 來自外族的蘇姓；魏晉南北朝以後，北方民族大批進入中原，有很多外族改姓蘇，主要有：
  - 漢晉時遼東烏桓部的蘇姓人；
  - 南北朝北魏時鮮卑族拔略氏族；
  - 北宋時西夏黨項族的蘇姓人；
  - 金國女真族的蘇姓人；
  - 元末蒙古義王和尚攜家眷至山東，改為蘇姓。
  - 清朝時，滿洲八旗的伊拉哩氏、蘇佳氏、蘇都哩氏、蘇爾佳氏等族人改為蘇姓。

## 各地蘇氏昭穆表（字輩）
廣東潮州－《蘆山大宗後隴宗支》：
景正孟崇聞  天俊有光從  以秉紹朝慶  廷良希道時
伯仲衍昭穆  雲礽茂祖宗  文章華國運  詩禮傳家風
親長心誠順  忠貞性睿聰  綱常能篤敬  奕世永昌隆
註：世系詩列入潮州始祖蘇孟容為景字輩,按世系為黃帝傳下112世、蘆山大宗8世、後隴宗支1世
廣東海豐：
啟世明倫理 孝友立綱常 敬恭在桑梓 禮義是吾鄉 忠信以為本 積善有餘慶 興育傳紀廣 邦族自榮光
廣東河源市：
萬千發中文 仁言庭子德 秀珍福永明 廷偉水中蕘 達康建爾天 拾晨生俊義
湖南益陽：
固能福文 盛志彥祖 崇永安成 國正天心 顺光昌啟 後英聖道 昭隆運賢 良顯大名 其祥開 世 業有子紹 宗勳選士 惟升秀傅 家益尚清 萬邦同照 曜端拱慶承平
山東諸城市（2007年續譜，傳承 鴻（水）- 茂（木）- 炳（火）- 培（土），最新生代以金開始，共40字）：
金龍傳華夏 良才利萬方 格致啟鵬運 尚德佑祥康 孝賢齊家顯 興國振海邦 聖學廣英俊 明文益遠揚
湖北孝感：
日月明永章，世传祖德昌，发祥应云茂，醒达自然芳
河南苏王尉:
茂道观化日 风云向乐知 恩泽乾坤大 美德万载师

## 郡望堂號
蘇姓郡望主要有武功郡、扶風郡、藍田縣、河內郡、河南郡等。

## 堂號
- 武功
- 蘆山
- 武陵
- 扶風
- 藍田
- 老泉

## 延伸阅读
[在维基数据编辑]
 《百家姓》
 《欽定古今圖書集成·明倫彙編·氏族典·蘇姓部》，出自陈梦雷《古今圖書集成》

## 相關
- 赫蘇氏（赫胥氏）
- 顓頊（高陽氏）
- 有蘇氏（妲己）
- 蘇護
- 蘇由
- 蘇我氏
- 氏
- 蘇州
- 蘇建和案
- 陝西省武功縣